# Last Fair Deal Gone Down
Last Fair Deal Gone Down to piąty album studyjny zespołu Katatonia wydany w 2001 roku przez Peaceville Records. Album został nazwany tak samo jak jeden z utworów bluesmana Roberta Johnsona. W 2004 roku ukazała się reedycja albumu zawierająca trzy dodatkowe utwory.

## Lista utworów
1. "Dispossession" - 5:33
2. "Chrome" - 5:11
3. "We Must Bury You" - 2:48
4. "Teargas" - 3:22
5. "I Transpire" - 5:54
6. "Tonight’s Music" - 4:17
7. "Clean Today" - 4:22
8. "The Future Of Speech" - 5:38
9. "Passing Bird" - 3:35
10. "Sweet Nurse" - 3:53
11. "Don't Tell A Soul" - 5:42

### Utwory z reedycji
1. "Sulfur"
2. "March 4"
3. "Help Me Disappear"

## Twórcy
- Jonas Renkse – wokal
- Anders Nyström – gitara, melotron
- Fredrik Norrman – gitara
- Daniel Liljekvist – perkusja
- Mattias Norrman – gitara basowa